# Gynatoma evanescens
Gynatoma evanescens är en tvåvingeart som beskrevs av Collin 1928. Gynatoma evanescens ingår i släktet Gynatoma och familjen dansflugor. Inga underarter finns listade i Catalogue of Life.